# Šedesátková soustava

Babylonské klínopisné číslice. Užívají dva základní symboly, jednoduchý klín umístěný vertikálně a symbol, pro dekádu, připomínající hrot šípu. Podobný systém užívali Chaldejci.

Šedesátková soustava, také hexagesimální nebo sexagesimální je poziční číselná soustava (s místními hodnotami) o základu 60. Šedesátkovou soustavu používali už starověcí Sumerové v Mezopotámii, kde se matematika rozvíjela od počátku 3. tisíciletí př. n. l. Dodnes se šedesátkové dělení používá při měření času (minuty, sekundy) a úhlů (úhlové minuty, vteřiny).

## Popis
Šedesátková soustava vyjadřuje čísla jako součty mocnin základu 60 a potřebuje tedy 60 různých číslic od nuly do 59. To je jedna z jejích zřejmých nevýhod, stejně jako rozsáhlé tabulky sčítání a zejména násobení: šedesátková násobilka je tabulka se 60×60 tj. 3600 čísly. Na druhé straně zápis i velikých čísel by mohl být poměrně krátký. Ovšem patrně nikdy neexistoval systém 60 rozdílných znaků (číslic) a tedy ani pravá šedesátková soustava.

## Vznik a historie

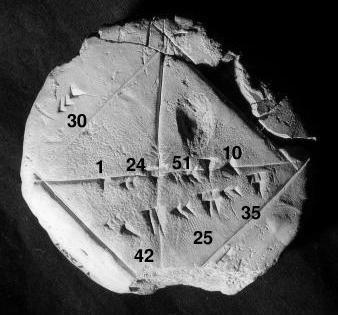
Babylónská destička YBC 7289 ukazující aproximativní vyjádření odmocniny ze 2 jako čísla zapsaného pomocí číslic a vyjadřující pravděpodobně rozvoj zlomků se základem (jmenovatelem) mocnin 60.

Proč bylo jako základ zvoleno právě číslo 60, není zcela jasné. Podle jedné hypotézy to mohlo být proto, že číslo 60 má mnoho dělitelů, mezi nimi i čísla 12 a 30, která hrála roli při stanovování kalendáře. Velký počet dělitelů také usnadňuje krácení zlomků (desetinná čárka vznikla až ve středověku). Plimptonská tabulka č. 322 (18. století před n. l.) obsahuje pythagorejské trojice se základem 60. Necelá čísla se ve starověku vyjadřovala zlomky. V Egyptě se používaly kmenové zlomky (stejný čitatel) s různými jmenovateli (např. Rhindský papyrus). V Babylonii zlomky s různým čitatelem, ale jmenovatel byl mocninou 60. Takže zde nejen úhlové (a časové) jednotky dílů byly šedesátinami, ale i pro jednotky hmotnosti (například mina). Toto dělení hmotnosti (platidel) se ale v jiných zemích neuchytilo.
Jiná hypotéza vychází z toho, že na Blízkém východě se od velmi starých dob užíval systém počítání na prstech, při němž se nepočítaly prsty (jako v desítkové soustavě), nýbrž články prstů. Pokud se palec klade postupně na jednotlivé články ostatních prstů, lze na jedné ruce počítat do dvanácti a s pomocí prstů druhé ruky do 60. Poněkud odlišný způsob počítání do 60 na prstech popisuje A. Pichot. O jednoduchém počítání do 12 a do 60 svědčí i jednotky „tucet“ a „kopa“ (60 ks, vyjadřovala jednoznačně latinsky „sexagena“, ale „kopa“ často vyjadřovala i jiné jisté velké číslo).
Dalším možným vysvětlením je, že šestým symbolem na jedné ruce byla zavřená pěst (protože nula nebyla řazena mezi čísla, tj. pro „nic“ bylo speciální slovní označení). Obě ruce tedy mohly dohromady ukázat čísla od 1 do 12.
Počty se zprvu – tak jako i v jiných kulturách – znázorňovaly zářezy nebo tečkami a vyjadřovaly slovy (číslovkami). V jazyce se také nejprve objevují jakési zkratky (například pro 5, 10, 12), které se souběžně objevují i v číselném zápisu. Z nich se nakonec může vyvinout základ číselné soustavy. Také šedesátková soustava byla původně aditivní a číslo se vyjadřovalo jako součet, přičemž číslice 60 se užívala jako zkratka (podobně jako označení „tucet“ nebo „kopa“).[zdroj?] Etymologie slovního označení čísel a i tvary babylonských číslic přitom nasvědčují, že jako „základ“ sloužila čísla 5, 10 a 20.
Teprve v akkadském období kolem roku 2000 př. n. l. se objevuje zápis v poziční číselné soustavě (místních hodnot), který už vyžadoval zavedení 60 různých číslovek, včetně číslice 0.[zdroj?] Souvisí to patrně s rozvojem kalendáře a astronomie, kde se objevovala velmi velká čísla a vyžadovaly složitější výpočty. „Šedesátkovou soustavu“ pak převzali řečtí (v Egyptě Klaudios Ptolemaios používal trigonometrické tabulky, kde základ zlomků byl 60 a k zápisu použity řecké číslice) a arabští astronomové. Šedesátkovou aritmetiku pak evropští astronomové používali ještě v 16. a 17. století. Když tedy bylo třeba zavést kratší časové jednotky, rozdělili hodinu na 60 minut po 60 sekundách. Stejné dělení se dnes užívá i pro úhly a zeměpisné souřadnice.
„Šedesátková soustava“ se vyskytuje i v jiných kulturách, například v čínském kalendáři (šedesátkový cyklus, kde 60 je nejmenší společný násobek cyklů 12 a 5 či 10), ale i jinde.